# Мэтьюз, Томас
Томас Мэтьюз (англ. Thomas Matthews; 9 мая 1907, Беркенхед, Уиррал, Мерсисайд, Англия, Великобритания — 1969, [где?]) — британский скрипач и дирижёр.
Учился игре на скрипке у своего дяди Джимми Мэтьюза, концертмейстера разъездной оперной труппы под руководством Томаса Бичема, и уже в возрасте 15 лет поступил в Ливерпульский филармонический оркестр, откуда годом позже перешёл в оркестр Халле, где оставался до 1936 года, выдвинувшись в итоге на позицию вице-концертмейстера. По ходу работы он брал уроки у Альберта Саммонса и Карла Флеша.
В 1936 году попробовал себя как солист, выступив с тремя концертами в Лондоне и предприняв гастрольный тур по Финляндии. В 1939 году концертмейстер Ливерпульского филармонического оркестра, в 1940—1942 годах концертмейстер Лондонского филармонического оркестра. 6 апреля 1941 года исполнил британскую премьеру концерта для скрипки с оркестром Бенджамина Бриттена. На рубеже 1930—1940-х годах был также дирижёром и комментатором музыкальной программы радио Би-би-си «Поспешная серенада» (англ. Swift Serenade). Выступал с камерными концертами, чаще всего в дуэте со своей женой, пианисткой Айлин Ралф (вместе они, в частности, исполнили цикл из всех сонат Вольфганга Амадея Моцарта). В 1942 году вместе с Ралф отплыл в Малайю, чтобы занять пост музыкального руководителя Малайской радиовещательной корпорации, но за время плавания японская армия заняла Сингапур, так что музыканты вместо этого отправились в Новую Зеландию, где Мэтьюз дал 72 концерта по радио как солист и выступал также как дирижёр. В Австралии в 1943 году супруги выпустили запись Сонатины Op. 137, No. 3 Франца Шуберта. Центральное место в репертуаре Мэтьюза занимал скрипичный концерт Эдуарда Элгара.
В послевоенные годы был концертмейстером Лондонского симфонического оркестра (1952), преподавал в Манчестерском колледже музыки. В 1959 году вернулся в Австралию, первоначально как концертмейстер и помощник дирижёра в Южно-Австралийском симфоническом оркестре. Выступал также как солист (в частности, с произведениями Маргарет Сазерленд и других австралийских композиторов). В 1962—1968 годах главный дирижёр Тасманийского симфонического оркестра.
Мэтьюзу и пианисте Доре Джилсон посвящена соната № 1 для скрипки и фортепиано Алберта Кука (1939).